# ジンガ
ジンガ（英語: Zynga、またはジンガゲームネットワーク、英語: Zynga Game Network, Inc）は、アメリカ合衆国カリフォルニア州サンフランシスコに本拠を置くソーシャルゲーム会社。おもにFacebook上で動くブラウザゲームを開発している。代表的なゲームにはCityVille（シティビル）、FarmVille（ファームビル）などがある。
2011年5月におけるFacebookのソーシャルゲーム上位10位までの内、1位から6位までをジンガのゲームが占め、さらに1日のアクティブユーザー数が1位のCityVilleでは8800万以上、2位のFarmVilleでは4600万以上を超えるなど、米ソーシャルゲームの最大手である。
日本では、2010年8月にウノウ株式会社を買収しソフトバンクグループと合弁会社「ジンガジャパン」を設立した
が、2013年1月31日付で解散した。
かつては驚異的な利益率と売上を叩きだしておりソーシャルゲームの最大手としてそのビジネスモデルには大きな期待がかけられていたが、同社はパソコンのブラウザゲームを主力としていたために、2011年から大きく伸びたモバイルゲームの台頭に太刀打ちできず、現在は売上の減少が続いている。

## 沿革
ジンガは、2007年1月に、マーク・ピンカス、ジャスティン・ウォルドロン、マイケル・ラクストン、エリック・シアマヨール、アンドリュー・トレーダー、スティーブ・シェトラーらによって設立された。
2008年7月には、クライナー・パーキンス・コーフィールド・アンド・バイヤーズ社をはじめとするベンチャーキャピタル数社から総額2900万ドル（約250億円）の資金を調達し、エレクトロニック・アーツ社の元チーフ・クリエイティブ・オフィサー、ビング・ゴードンを役員に迎えた。このとき、ジンガはソーシャルゲームのヨービルを買収している。2009年12月の時点での1日あたりのアクティブ・ユーザー数は6000万である。なお社名ジンガの由来は、創業者マーク・ピンカスが昔飼っていたアメリカン・ブルドッグの名前であり、同社のロゴマークもこのブルドッグに由来する。
2010年9月現在、ジンガの従業員数は1200人以上である。
2010年2月17日、同社初の海外法人であるジンガ・インディアをインド南部の大都市バンガロールに設立した。
2010年3月18日には2番目の海外法人をアイルランドに設立することを明らかにしている。
2010年5月7日、テッククランチのマイケル・アーリントンは、FacebookがジンガにFackbookクレジット（Facebook上での仮想通貨、オンラインマネー）を利用するよう要求したことに対して、ジンガがFacebookから撤退すると威嚇していたことを明らかにした。Facebookの交渉が不調に終わった後、Facebookは「Farmville」などのジンガのゲームに関する通知を止めるなどして報復した。ジンガではジンガ・ライブ・ネットワーク（ZLive）を立ち上げ、Facebookと距離を置く案も浮上した。2010年5月18日、Facebookとジンガは和解し、Facebookクレジットをジンガのゲームに使用することなどについて5年間の提携契約を結んだ。Facebookの最高業務責任者（COO）シェリル・サンドバーグは「ジンガ社と新たな合意に達し、ジンガのゲームを楽しむFacebookユーザーにより充実したコンテンツをお届けできることを大変嬉しく思う」とコメントしている。ジンガ・Facebook両社は、この提携はFacebookクレジットの運用をテストするものであり、クレジット利用額の30％を徴集するこの仕組みがうまく運用されれば、Facebookの他のすべてのゲームにも展開すると発表している。2011年5月24日、アーリントンとビング・ゴードンは対談でFacebookとジンガの対立と和解を「テクノロジーのキューバ危機だった」と表現している。
2010年6月3日、ジンガはChallenge Games社を買収した。また、ドイツのDextrose社も買収してジンガのヨーロッパ法人第1号となるジンガ・ジャーマニーを設立した。これらに加え、サニーベール、ロスガトス、ロサンゼルス、ボストン、ボルチモア、バンガロール、北京、東京などを含めると、ジンガのスタジオは世界中に13ある。
2010年10月5日、ボンファイア（Bonfire）社を買収しジンガ・ダラスを設立した。この買収によりジンガの従業員数は全世界で1300人を超えることとなった。
ブルームバーグなど数社が報じたところによると、個人所有株の取引サービスを展開するシェア・ポスト（SharesPost）はジンガの企業価値を、ゲーム最大手のエレクトリック・アーツ社を上回る50億ドルと算定し、ジンガの登録ユーザー数は3億2000万、1300人の従業員を抱え2010年には売上高が5億ドルに達すると推定している。
2010年12月2日、テキサス州に本社があり、ゲーム「Words With Friends」で知られるゲーム・デベロッパーNewtoy　Incを買収、新たなスタジオ名をジンガ・ウィズ・フレンズとした
2010年12月、CityVilleの月間ユーザー数6100万を超え、1日のアクティブ・ユーザー数も1600万以上とがFarmVilleを追い抜き、最も人気のあるゲームとなった。
ニューヨークのデベロッパーArea/Code社を買収し、ジンガ・ニューヨークを設立した。
さらに2011年3月、マサチューセッツ州のデベロッパーFloodgate社を買収した。この買収によりジンガは過去10カ月で10社を買収したことになる。
2011年3月、ジンガは義援金の他ヴァーチャル・グッズの売上（100万ドル以上）を、集まった金額そのままに東日本大震災の被災者へ寄付すると発表した。なおジンガは過去受け取った義援金の50％を徴収するなどして非難された経験がある。
2011年4月、オンライン・ポーカーゲームのMarketZero社を買収した。
2011年4月、レディー・ガガとタイアップし、レディー・ガガがジンガのゲームに登場するなどした。
2011年5月、2011年の売上高が5億ドル上方修正され、2010年の倍となる10億ドルになる見通しであることが報じられた。
2011年9月、第4四半期の利益が前年と比較して95%減少していることが報じられた。またアクティブユーザーの顕著な減少も明らかとなっている。ただし同社がしばらく新作タイトルを出していない点は割り引いて考える必要がある。。
2012年07月25日、4-6月期の決算を発表し、前年同期の1300万ドルの黒字から一転して3844万ドルの赤字に陥った。
2012年10月23日、日本支社（元ウノウ）を完全に閉鎖。 なお、同支社開発のあやかし陰陽録は好調で同支社単体では黒字であったが、米国本社ではさらにスケールを拡大し世界展開を推し進める計画となっていたために日本やごく一部のアジア地域でのみ人気であった本作は評価されなかった。
2013年02月05日、2012年10～12月期の決算を発表。徹底したコスト削減を行い開発費や宣伝費を７割減らしたが最終赤字の回避には至らなかった。
2013年4月4日、売上低下が続くソーシャルゲームに依存する状態からの脱却をはかり新たにオンラインカジノに参入。リアルマネーを使った本物のギャンブルを行えるアプリとして「ZyngaPlusPoker」と「ZyngaPlusCasino」をイギリス向けにリリースした。追ってモバイル版もリリースする予定。
2013年4月9日、CEOの年俸を1ドルに下げることを発表。
2013年4月25日、決算を発表。売上高2億6358万ドル（前年同期比18％減）、営業損益493万ドルの赤字（前年同期8557万ドルの赤字）、四半期純利益400万ドルとなった。売上の減少が大きく当初は赤字が見込まれていたが経費の大幅な削減によりなんとか黒字を達成している。
2013年6月3日、大幅なリストラを発表。全従業員の18％に当たる約520人を解雇し一部オフィスを閉鎖。これにより年間7000万～8000万ドルのコスト削減を見込む。
2013年7月25日、第2四半期決算を発表。売上高が前年同期比31％減の2億3100万ドル、営業損益は3000万ドルの赤字最終損益は1500万ドルの赤字（同2200万ドルの赤字）となり、減収・赤字幅縮小となった。コスト削減を進めその効果も上がっているものの赤字を解消するには至らなかった。
2014年8月7日、第2四半期決算を発表。売上高は前四半期比に比べて9％減の1億5300万ドル、最終損益は6300万ドルの赤字となり、赤字幅は拡大した。オンラインゲームの売上高は同1％減と減少幅を大きく低下させたものの、広告収入の大幅減少と研究開発費のコストアップを埋めるには至らなかった。
2014年11月6日、3四半期（7～9月期）の決算を発表。売上高は前四半期比（4～6月期）に比べて15％増の1億7700万ドル（202億円）、営業損益は5900万ドルの赤字（67億円の赤字）となり、前四半期の6600万ドルの赤字から縮小した。新作Hit it Rich!のヒットにより赤字幅は縮小したものの、マーケティングコストの増大により赤字の解消には至らなかった。
2015年2月12日、4四半期の決算を発表。売上1.925億ドル、1株当たり利益0.00ドルで、投資家の期待をやや下回っている。1年前と比べて売上高を9%伸ばしているものの、誤差の範囲となっており、業績はほぼ横ばい状態。今後の展望も見られないため、Zynga株は時間外取引で急落した。
2022年1月10日、テイクツー・インタラクティブがZyngaの買収を発表した。買収金額は約127億ドル（約1兆6300億円）で、この買収により、テイクツー・インタラクティブはZyngaと協力することで、展開しているIPをモバイルゲームに展開していく方針を示した。

## ゲーム
| - Blackjack - Bubble Safari - Café World - CastleVille - ChefVille - CityVille - CityVille 2 - CoasterVille - Empires & Allies - FarmVille - FarmVille 2 - FarmVille (iPod) - Hidden Chronicles - Indiana Jones Adventure World - Live Poker - Mafia Wars - Mafia Wars (iPod) - Pathwords - PetVille - The Pioneer Trail (FrontierVille) - Ruby Blast - Street Racing | - Scramble - Scramble (iPod) - Scramble Live - Sudoku - Texas Hold'Em Poker - Vampires: Bloodlust (iPod) - WarStorm - Word Twist - Yakuza Lords - YoVille - Zynga Bingo - Zynga Poker - Zynga Slingo - Zynga Slots - あやかし陰陽録 |

### 終了したゲーム
- Attack!
- Dope Wars
- Dragon Wars
- Fashion Wars
- FishVille
- Football
- Gang Wars
- Ghost Racer
- Guild of Heroes
- Heroes vs. Villains
- Music Pets
- My Heroes Ability
- Ponzi Inc.
- Pirates: Rule the Caribbean!
- Prison Lockdown
- Roller Coaster Kingdom
- Space Wars
- Special Forces
- Street Racing[45]
- Treasure Isle
- Triumph
- Vampire Wars
- It Girl
- Poker Blitz
- もじとも☆
- まちつく！
- モントピア